# Rhopalaea orientalis
Rhopalaea orientalis is een zakpijpensoort uit de familie van de Diazonidae. De wetenschappelijke naam van de soort is voor het eerst geldig gepubliceerd in 1958 door Pérès.